# Germplasm Resources Information Network
Il Germplasm Resources Information Network («Rete d'informazione sulle risorse del germoplasma»), o GRIN, è un progetto di software in linea del National Genetic Resources Program («Programma nazionale per le risorse genetiche») del Dipartimento dell'Agricoltura degli Stati Uniti d'America (United States Department of Agriculture, USDA), per gestire in maniera esaustiva la base di dati informatica per il patrimonio di tutto il germoplasma vegetale raccolto dal National Plant Germplasm System («Sistema nazionale del germoplasma vegetale»).
Il GRIN ha esteso il suo ruolo per gestire anche le informazioni delle raccolte del germoplasma delle specie di insetti (invertebrati), microbi e animali (vedi Sottoprogetti).

## Descrizione
Il sito è una risorsa per identificare le informazioni tassonomiche (i nomi scientifici) nonché i nomi comuni su più di 500.000 accessioni (distinte varietà, cultivar ecc.) di piante che coprono 10.000 specie; sia le specie economicamente importanti che quelle selvatiche. Profila le piante che sono considerate erbe invasive o infestanti, minacciate o in pericolo, fornendo dati sulla distribuzione mondiale del loro habitat; nonché le informazioni sui loro patrimoni genetici. Il GRIN incorpora anche una «Base di dati sulle piante economiche» (Economic Plants Database).
La rete è mantenuta dall'Unità di gestione delle basi di dati del GRIN (GRIN Database Management Unit, GRIN/DBMU). Il GRIN opera sotto la supervisione del Laboratorio nazionale per le risorse del germoplama (National Germplasm Resources Laboratory, NGRL) a Beltsville (Maryland), che nel 1990 sostituì il suo precursore, il Laboratorio per i servizi del germoplasma (Germplasm Services Laboratory, GSL), che aveva in precedenza amministrato il GRIN).

## Sottoprogetti
Tra gli scopi dichiarati del GRIN vi è il sostegno ai seguenti progetti:
- National Plant Germplasm System (NPGS) («Programma nazionale del germoplasma vegetale»)
- National Animal Germplasm Program (NAGP) («Programma nazionale del germoplasma animale»)
- National Microbial Germplasm Program (NMGP) («Programma nazionale del germoplasma microbico»)
- National Invertebrate Germplasm Program (NIGP) («Programma nazionale del germoplasma degli invertebrati»)